# Raión de Holovanivsk
Raión de Holovanivsk (en ucraniano: Голованівський район) es un raión o distrito de Ucrania en el óblast de Kirovogrado. La capital es la ciudad de Holovanivsk.
Comprende una superficie de 4244 km².

## Demografía
Según estimación 2010 contaba con una población total de 36100 habitantes.

## Otros datos
El código KOATUU es 	3521400000. El código postal 26500 y el prefijo telefónico +380 5252.